# Duch (seriál)
Duch je český detektivní seriál televize Prima z roku 2022. 

## Děj
Seriál vypráví příběh o nenápadném kriminalistovi Emilovi, kterému se, aniž by to tušil, pod vlivem okolností změní život. Emil pracuje na ústředí proti organizovanému zločinu, není zvyklý chodit do terénu. Je spíše analytický typ kriminalisty. Ústřední organizovaného zločinu se už delší dobou zabývá skupinou Darka Besarabiče. Navzdory tomu, že Emil nevyniká ve fyzických akcích, zkoušky ze střelby dělává na spodní hranici a s fyzickou kondicí je na tom podobně, Emil vyráží do akce. Když se v nemocnici po akci probudí, je postřelený. Později v nemocnici zjišťuje, že má po svém boku ducha Darka Besarabiče.

## Obsazení

### Hlavní postavy
- Darko Besarebič (Predrag Bjelac) – mrtvý mafián, který se vrací jako duch
- kpt. Bc. Emil Svoboda (Štěpán Benoni) – kriminalista v elitní jednotce, ze začátku jako nováček nebyl oblíbený
- kpt. Mgr. Radka Vrbová (Marta Dancingerová) – kriminalistka v elitní jednotce, ze začátku nesnášela Emila
- kpt. Bc. Hana Havránková (Leona Skleničková) – kriminalistka v elitní jednotce, ze začátku nesnášela Emila (od 2. řady)

### Vedlejší postavy
- plk. Mgr. Libor Valenta (Pavel Nečas) – šéf oddělení elitní jednotky
- kpt. Bc. Václav Macek (Pavel Batěk) – kriminalista elitní jednotky
- kpt. Mgr. Josef Macek (Petr Batěk) – kriminalista elitní jednotky
- npor. Bc. Yjen Trần (Ha Thanh Špetlíková) – technička elitní jednotky
- npor. Bc. Petr Koubek (Vojta) (Martin Písařík) – tajný agent, kriminalista elitní jednotky, zavražděn při tajné akci
- kpt. JUDr. Štěpán Rýgl (Jan Bidlas) –  zkorumpovaný kriminalista elitní jednotky
- Vesna Besarebič (Verica Nedeska) – manželka Darka
- Goran Perry (Ivan Franěk) – mafián
- Siniša (Petr Vaněk) - mafián